# 3 octobre 1967
Le mardi 3 octobre 1967 est le 276e jour de l'année 1967.

## Naissances
- Pascal Monbrun, joueur de football français.
- Mark Vermette, hockeyeur professionnel canadien.
- Denis Villeneuve, cinéaste canadien.

## Décès
- Woodrow Wilson « Woody » Guthrie, chanteur américain (° 14 juillet 1912).
- Malcolm Sargent, chef d’orchestre britannique (° 29 avril 1895).

## Événements
- Le X-15, piloté par William Joseph Knight, atteint mach 6 (7 272,68 km/h).